# Список действительных членов АХ СССР и РАХ

## Действительные члены (академики)Академии художеств СССР, утверждённые в 1947 году
1. Авилов, Михаил Иванович (1882—1954)
2. Бакшеев, Василий Николаевич (1862—1958)
3. Бялыницкий-Бируля, Витольд Каэтанович (1872—1957)
4. Герасимов, Александр Михайлович (1881—1963)
5. Герасимов, Сергей Васильевич (1885—1964)
6. Грабарь, Игорь Эммануилович (1871—1960)
7. Дейнека, Александр Александрович (1899—1969)
8. Ефанов, Василий Прокофьевич (1900—1978)
9. Залькалнс, Теодор (1876—1972)
10. Иогансон, Борис Владимирович (1893—1973)
11. Касиян, Василий Ильич (1896—1976)
12. Кончаловский, Пётр Петрович (1876—1956)
13. Крылов, Порфирий Никитич (1902—1990)
14. Куприянов, Михаил Васильевич (1903—1991)
15. Манизер, Матвей Генрихович (1891—1966)
16. Меркуров, Сергей Дмитриевич (1881—1952)
17. Николадзе, Яков Иванович (1876—1951)
18. Павлов, Иван Николаевич (1872—1951)
19. Пластов, Аркадий Александрович (1893—1972)
20. Сабсай, Пинхос Владимирович (1893—1980)
21. Сарьян, Мартирос Сергеевич (1880—1972)
22. Соколов, Николай Александрович (1903—2000)
23. Тоидзе, Моисей Иванович (1871—1953)
24. Федоровский, Фёдор Фёдорович (1883—1955)
25. Шовкуненко, Алексей Алексеевич (1884—1974)
26. Юон, Константин Фёдорович (1875—1958)
27. Яковлев, Василий Николаевич (1893—1953)

## Действительные члены (академики)Академии художеств СССР, избранные в 1949—1991 годах
1. Азгур, Заир Исаакович (1908—1995)
2. Алексеев Анатолий Иванович (1929—2019)
3. Алпатов, Михаил Владимирович (1902—1986)
4. Аникушин, Михаил Константинович (1917—1997)
5. Асарис, Гунар Константинович (1934—2023)
6. Ахмедов, Абдулла Рамазанович (1929—2007)
7. Бабурин, Михаил Фёдорович (1907—1984)
8. Баранов, Николай Варфоломеевич (1909—1989)
9. Белопольский, Яков Борисович (1916—1993)
10. Бирюкова, Нина Юрьевна (1922—2013)
11. Бисти, Дмитрий Спиридонович (1925—1990)
12. Богдеско, Илья Трофимович (1923—2010)
13. Божий, Михаил Михайлович (1911—1990)
14. Бондаренко, Павел Иванович (1917—1992)
15. Бородай, Василий Захарович (1917—2010)
16. Булдаков, Геннадий Никанорович (1924—1990)
17. Ванслов, Виктор Владимирович (1923—2019)
18. Васнецов, Андрей Владимирович (1924—2009)
19. Ватагин, Василий Алексеевич (1884—1969)
20. Веймарн, Борис Владимирович (1909—1990)
21. Верейский, Георгий Семёнович (1886—1962)
22. Верейский, Орест Георгиевич (1915—1993)
23. Ветрогонский, Владимир Александрович (1923—2002)
24. Вирсаладзе, Симон Багратович (1909—1989)
25. Вучетич, Евгений Викторович (1908—1974)
26. Головницкий, Лев Николаевич (1929—1994)
27. Горелов, Гавриил Никитич (1880—1966)
28. Григорьев, Сергей Алексеевич (1910—1988)
29. Грицай, Алексей Михайлович (1914—1998)
30. Джапаридзе, Уча Малакиевич (1906—1988)
31. Добровольский, Анатолий Владимирович (1910—1988)
32. Ефимов, Борис Ефимович (1900—2008)
33. Жилинский, Дмитрий Дмитриевич (1927—2015)
34. Жук, Александр Владимирович (1917—2008)
35. Загонек, Вячеслав Францевич (1919—1994)
36. Замков, Владимир Константинович (1925—1998)
37. Зардарян, Оганес Мкртичевич (1918—1992)
38. Зариньш, Индулис (1929—1997)
39. Захаров, Гурий Филиппович (1926—1994)
40. Зверьков, Ефрем Иванович (1921—2012)
41. Иванов, Виктор Иванович (род. 1924)
42. Йокубонис, Гядиминас (1927—2006)
43. Калнынь, Эдуард Фридрихович (1904—1988)
44. Каневский, Аминадав Моисеевич (1898—1976)
45. Каптерева, Татьяна Павловна (1923—2019)
46. Кеменов, Владимир Семёнович (1908—1998)
47. Кербель, Лев Ефимович (1917—2003)
48. Кибальников, Александр Павлович (1912—1987)
49. Кибрик, Евгений Адольфович (1906—1978)
50. Клычев, Иззат Назарович (1923—2006)
51. Комов, Олег Константинович (1932—1994)
52. Конёнков, Сергей Тимофеевич (1874—1971)
53. Коржев, Гелий Михайлович (1925—2012)
54. Корин, Павел Дмитриевич (1892—1967)
55. Королёв, Юрий Константинович (1929—1992)
56. Король, Владимир Адамович (1912—1980)
57. Котов, Пётр Иванович (1889—1953)
58. Кочергин, Эдуард Степанович (род. 1937)
59. Кугач, Юрий Петрович (1917—2013)
60. Кузминскис, Йонас (1906—1985)
61. Лактионов, Александр Иванович (1910—1972)
62. Лангинен, Лео Фомич (1926—1996)
63. Лебедев, Андрей Константинович (1908—1993)
64. Лебедев, Виктор Владимирович (1909—2001)
65. Левитин, Анатолий Павлович (1922—2018)
66. Леняшин, Владимир Алексеевич (род. 1940)
67. Лифшиц, Михаил Александрович (1905—1983)
68. Лишев, Всеволод Всеволодович (1877—1960)
69. Лысенко, Михаил Григорьевич (1906—1972)
70. Мерабишвили, Мераб Константинович (1931—2022)
71. Мешков, Василий Васильевич (1893—1963)
72. Митурич-Хлебников, Май Петрович (1925—2008)
73. Моисеенко, Евсей Евсеевич (1916—1988)
74. Моравов, Александр Викторович (1878—1951)
75. Мочальский, Дмитрий Константинович (1908—1988)
76. Мухина, Вера Игнатьевна (1889—1953)
77. Мыльников, Андрей Андреевич (1919—2012)
78. Налбандян, Дмитрий Аркадьевич (1906—1993)
79. Непринцев, Юрий Михайлович (1909—1996)
80. Нисский, Георгий Григорьевич (1903—1987)
81. Окас, Эвальд Карлович (1915—2011)
82. Орешников, Виктор Михайлович (1904—1987)
83. Орлов, Георгий Михайлович (1901—1985)
84. Осипов, Афанасий Николаевич (1928—2017)
85. Остроумова-Лебедева, Анна Петровна (1871—1955)
86. Пахомов, Алексей Фёдорович (1900—1973)
87. Пименов, Юрий Иванович (1903—1977)
88. Пинчук, Вениамин Борисович (1908—1987)
89. Полевой, Вадим Михайлович (1923—2008)
90. Полянский, Анатолий Трофимович (1928—1993)
91. Пономарёв, Николай Афанасьевич (1918—1997)
92. Поплавский, Георгий Георгиевич (1931—2017)
93. Посохин, Михаил Васильевич (1910—1989)
94. Решетников, Фёдор Павлович (1906—1988)
95. Рождественский, Константин Иванович (1906—1997)
96. Розанов, Евгений Григорьевич (1925—2006)
97. Ромадин, Николай Михайлович (1903—1987)
98. Ромас, Яков Дорофеевич (1902—1969)
99. Рочегов, Александр Григорьевич (1917—1998)
100. Рубаненко, Борис Рафаилович (1910—1985)
101. Рындин, Вадим Фёдорович (1902—1974)
102. Ряжский, Георгий Георгиевич (1895—1952)
103. Ряузов, Борис Яковлевич (1919—1994)
104. Савицкий, Георгий Константинович (1887—1949)
105. Савицкий, Михаил Андреевич (1922—2010)
106. Садыков, Тургунбай Садыкович (род. 1935)
107. Салахов, Таир Теймур оглы (1928—2021)
108. Сарксян, Ара Мигранович (1902—1969)
109. Серов, Владимир Александрович (1910—1968)
110. Сидоров, Валентин Михайлович (1928—2021)
111. Соколов-Скаля, Павел Петрович (1899—1961)
112. Соколова, Лина Александровна (1940—2003)
113. Сперанский, Сергей Борисович (1914—1983)
114. Сысоев, Пётр Матвеевич (1906—1989)
115. Тансыкбаев, Урал Тансыкбаевич (1904—1974)
116. Ткачёв, Алексей Петрович (1925—2025)
117. Ткачёв, Сергей Петрович (1922—2022)
118. Томский, Николай Васильевич (1900—1984)
119. Топуридзе, Валентин Багратович (1908—1980)
120. Торосян, Джим Петросович (1926—2014)
121. Угаров, Борис Сергеевич (1922—1991)
122. Фаворский, Владимир Андреевич (1886—1964)
123. Филатчев, Олег Павлович (1937—1997)
124. Фомин, Пётр Тимофеевич (1919—1996)
125. Ханджян, Григор Сепухович (1926—2000)
126. Церетели, Зураб Константинович (1934—2025)
127. Цигаль, Владимир Ефимович (1917—2013)
128. Чеканаускас, Витаутас (1930—2010)
129. Черемных, Михаил Михайлович (1890—1962)
130. Чечулин, Дмитрий Николаевич (1901—1981)
131. Чубарян, Гукас Григорьевич (1923—2009)
132. Чуйков, Семён Афанасьевич (1902—1980)
133. Шмаринов, Дементий Алексеевич (1907—1999)
134. Шушканов, Дмитрий Николаевич (1923—2002)
135. Эльдаров, Омар Гасан оглы (род. 1927)
136. Яблонская, Татьяна Ниловна (1917—2005)
137. Якутович, Георгий Вячеславович (1930—2000)

## Действительные члены (академики)Российской академии художеств, избранные после 1991 года
1. Абисалов, Юрий Хаджимуратович (род. 1957)
2. Аввакумов, Юрий Игоревич (род. 1957)
3. Айдаров, Ильяс Сайярович (род. 1956)
4. Акритас, Альбина Георгиевна (род. 1934)
5. Александров, Юрий Владимирович (1930—2004)
6. Александрова, Наталия Александровна (род. 1952)
7. Алимов, Сергей Александрович (1938—2019)
8. Андреев, Павел Юрьевич (род. 1954)
9. Андрияка, Сергей Николаевич (1958—2024)
10. Андронов, Николай Иванович (1929—1998)
11. Аникина, Наталья Ивановна (род. 1947)
12. Анисимов, Владимир Николаевич (род. 1955)
13. Антонова, Ирина Александровна (1922—2020)
14. Ануфриев, Сергей Евгеньевич (1960—2022)
15. Арефьев, Владимир Анатольевич (род. 1949)
16. Арзуманов, Валерий Николаевич (род. 1950)
17. Арзуманов, Павел Архипович (1960—2021)
18. Аронов, Владимир Рувимович (1941—2022)
19. Арустамова, Ирина Левоновна (1965—2022)
20. Архангелов, Сергей Александрович (род. 1950)
21. Архипов, Валерий Валентинович (род. 1961)
22. Архипова, Анастасия Ивановна (род. 1955)
23. Астраханцева, Татьяна Леонидовна (род. 1952)
24. Афанасьев, Владислав Петрович (род. 1937)
25. Базазьянц, Стелла Борисовна (1932—2019)
26. Бакланов, Александр Васильевич (род. 1954)
27. Балашов, Андрей Владимирович (род. 1957)
28. Баранов, Леонид Михайлович (1943—2022)
29. Бархин, Сергей Михайлович (1938—2020)
30. Басаев, Олег Темирболатович (род. 1960)
31. Баталов, Андрей Леонидович (род. 1955)
32. Бедоев, Шалва Евгеньевич (род. 1940)
33. Белашов, Александр Михайлович (1933—2011)
34. Белковский, Игорь Владимирович (род. 1962)
35. Белова, Юлия Станиславовна (род. 1966)
36. Бельский, Борис Феликсович (1960—2024)
37. Белюкин, Дмитрий Анатольевич (род. 1962)
38. Бенедиктов, Станислав Бенедиктович (1944—2022)
39. Березовский, Юрий Александрович (род. 1959)
40. Беседнова, Наталья Владимировна (род. 1964)
41. Бичуков, Анатолий Андреевич (1934—2020)
42. Блиок, Андрей Андреевич (род. 1983)
43. Блиок, Андрей Николаевич (род. 1946)
44. Блохин, Валерий Маратович (род. 1964)
45. Блохина, Лариса Викторовна (род. 1960)
46. Бобров, Юрий Григорьевич (род. 1947)
47. Бобыкин, Андрей Леонидович (род. 1956)
48. Боков, Андрей Владимирович (род. 1943)
49. Борисов, Александр Тимофеевич (1927—2017)
50. Боровский-Бродский, Александр Давидович (род. 1960)
51. Боровской, Николай Иванович (род. 1946)
52. Бородин, Анатолий Владимирович (1935—2018)
53. Браговский, Эдуард Георгиевич (1923—2010)
54. Бубела-Маслова, Вероника Сергеевна (род. 1980)
55. Бубнов, Василий Александрович (1942—2021)
56. Буйначёв, Владимир Петрович (1938—2025)
57. Булгакова, Ольга Васильевна (род. 1951)
58. Бурганов, Александр Николаевич (род. 1935)
59. Бурганов, Игорь Александрович (род. 1973)
60. Бурганова, Мария Александровна (род. 1960)
61. Буртасенков, Алексей Николаевич (род. 1975)
62. Бусева-Давыдова, Ирина Леонидовна (род. 1952)
63. Бускин, Виктор Данилович (род. 1945)
64. Бутикашвили, Георгий Гурамович (род. 1967)
65. Бухаев, Вячеслав Борисович (род. 1946)
66. Быстров, Александр Кирович (род. 1956)
67. Вавакин, Леонид Васильевич (1932—2019)
68. Вахтангов, Евгений Сергеевич (1942—2018)
69. Вдовкин, Николай Михайлович (род. 1948)
70. Верещагина, Алла Глебовна (1925—2016)
71. Верхоланцев, Михаил Михайлович (род. 1937)
72. Визель, Галина Михайловна (род. 1941)
73. Вилков, Анатолий Иванович (1949—2020)
74. Волков, Андрей Викторович (род. 1949)
75. Волович, Виталий Михайлович (1928—2018)
76. Волосенков, Феликс Васильевич (1944—2025)
77. Воронков, Николай Львович (1934—2025)
78. Воскресенский, Игорь Николаевич (род. 1945)
79. Вуколов, Олег Александрович (род. 1933)
80. Вяжевич, Мария Валерьевна (род. 1973)
81. Гавин, Сергей Владимирович (род. 1953)
82. Галкин, Валерий Николаевич (род. 1955)
83. Гладышев, Георгий Павлович (1936—2022)
84. Глазунов, Иван Ильич (род. 1969)
85. Глазунов, Илья Сергеевич (1930—2017)
86. Глебова, Наталия Васильевна (род. 1951)
87. Глухов, Виктор Александрович (род. 1949)
88. Глухов, Максим Викторович (род. 1975)
89. Глухова, Ирина Максимовна (род. 1953)
90. Гнедовский, Юрий Петрович (1930—2024)
91. Голицын, Илларион Владимирович (1928—2007)
92. Голынец, Сергей Васильевич (1939—2018)
93. Горевой, Владимир Эмильевич (1944—2019)
94. Гориславцев, Владимир Николаевич (род. 1939)
95. Горский, Андрей Петрович (1926—2015)
96. Горский-Чернышёв, Николай Андреевич (род. 1964)
97. Горяев, Сергей Витальевич (1958—2013)
98. Грабко, Лариса Макаровна (род. 1946)
99. Григорьев, Юрий Пантелеймонович (1932—2019)
100. Григорян, Арам Владимирович (1957—2020)
101. Григорян, Юрий Суренович (род. 1946)
102. Гришко, Юрий Дмитриевич (1935—2018)
103. Гулевский, Сергей Петрович (род. 1954)
104. Гусев, Владимир Александрович (род. 1945)
105. Гушапша, Арсен Хажумарович (род. 1963)
106. Гущин, Николай Александрович (род. 1961)
107. Давыдов, Николай Сергеевич (род. 1951)
108. Давыдова, Лариса Алексеевна (род. 1950)
109. Денисов, Сергей Геннадьевич (род. 1960)
110. Дёмкина, Светлана Николаевна (род. 1951)
111. Джикия, Александр Ролланович (род. 1963)
112. Дидишвили, Тимур Давидович (род. 1940)
113. Долматова, Ирэна Эрнестовна (род. 1962)
114. Дробицкий, Эдуард Николаевич (1941—2007)
115. Дрожжин, Геннадий Александрович (род. 1947)
116. Дронов, Михаил Викторович (род. 1956)
117. Дубов, Андрей Игоревич (род. 1959)
118. Дудченко, Николай Яковлевич (род. 1949)
119. Евдокимов, Валерий Андреевич (1938—2024)
120. Евдокимова, Любовь Валерьяновна (род. 1965)
121. Егоров, Андрей Сергеевич (род. 1984)
122. Еремеев, Олег Аркадьевич (1922—2016)
123. Ерохин, Виктор Михайлович (род. 1955)
124. Есионов, Андрей Кимович (род. 1963)
125. Ефимов, Николай Юрьевич (род. 1957)
126. Жарёнова, Элеонора Александровна (1934—2025)
127. Желваков, Вячеслав Юрьевич (род. 1956)
128. Живаев, Алексей Алексеевич (род. 1956)
129. Заграевский, Сергей Вольфгангович (1964—2020)
130. Зайцев, Вячеслав Михайлович (1938—2023)
131. Захаров, Андрей Аркадьевич (род. 1967)
132. Зейналов, Айдын Мир Паша оглы (род. 1978)
133. Золотов, Андрей Андреевич (род. 1937)
134. Зыков, Анатолий Иванович (1930—2008)
135. Ибрагимов, Фидаиль Мулла-Ахметович (1938—2020)
136. Иванкин,  Вадим Викторович (род. 1961)
137. Иванов, Александр Аркадьевич (род. 1952)
138. Иванов, Николай Александрович (род. 1938)
139. Иовлева, Лидия Ивановна (1931—2018)
140. Ишханов, Юрий Павлович (1929—2009)
141. Казакова, Людмила Васильевна (род. 1938)
142. Казанский, Иван Павлович (род. 1940)
143. Калёнов, Виктор Константинович (род. 1953)
144. Калинин, Виктор Григорьевич (род. 1946)
145. Калинина, Ирина Павловна (род. 1948)
146. Калманов, Алан Батрович (род. 1964)
147. Калюта, Юрий Витальевич (род. 1957)
148. Каменский, Михаил Александрович (род. 1959)
149. Квашнин, Сергей Иванович (1955—2021)
150. Кибовский, Александр Владимирович (род. 1973)
151. Кириллова, Лариса Николаевна (род. 1943)
152. Киселёв, Михаил Фёдорович (род. 1937)
153. Кишев, Мухадин Исмагилович (1939—2025)
154. Клюев, Александр Анатольевич (род. 1954)
155. Князев, Алексей Васильевич (род. 1962)
156. Коваленко, Георгий Фёдорович (род. 1940)
157. Ковальчук, Андрей Николаевич (род. 1959)
158. Козаев, Ушанг Алексеевич (1952—2017)
159. Козлов, Игорь Алексеевич (род. 1962)
160. Козорезенко, Пётр Петрович (род. 1953)
161. Колесников, Владимир Юрьевич (род. 1954)
162. Колесников, Иван Владимирович (род. 1956)
163. Колов, Сергей Петрович (1947—2020)
164. Колупаев, Николай Владимирович (род. 1954)
165. Конюхов, Фёдор Филиппович (род. 1951)
166. Копейко, Юрий Васильевич (1933—2010)
167. Корбаков, Владимир Николаевич (1922—2013)
168. Корнеев, Виктор Иванович (род. 1958)
169. Корноухов, Александр Давыдович (род. 1947)
170. Коротков, Николай Николаевич (1956—2024)
171. Кочемасова, Татьяна Александровна (род. 1979)
172. Кошелев, Владимир Иванович (1939—2024)
173. Кошкин, Олег Александрович (род. 1937)
174. Кравченко, Алексей Юрьевич (род. 1966)
175. Крамаренко, Людмила Георгиевна (1929—2016)
176. Красильников, Владилен Дмитриевич (род. 1932)
177. Краснов, Сергей Борисович (1948—2020)
178. Крестовский, Александр Сергеевич (род. 1976)
179. Кривцун, Олег Александрович (1954—2023)
180. Крутикова, Ирина Владимировна (1936—2025)
181. Крылов, Александр Константинович (род. 1945)
182. Кугач, Михаил Юрьевич (род. 1939)
183. Кудреватый, Михаил Георгиевич (род. 1957)
184. Кузнецов, Евгений Григорьевич (род. 1960)
185. Кузнецова, Светлана Андреевна (род. 1963)
186. Кузьмин, Александр Викторович (1951—2019)
187. Кузьминых, Константин Борисович (род. 1960)
188. Кулаков, Вадим Алексеевич (1939—2017)
189. Курасов, Сергей Владимирович (род. 1967)
190. Курилко-Рюмин, Михаил Михайлович (1923—2012)
191. Курнаков, Андрей Ильич (1916—2010)
192. Кутейникова, Нина Сергеевна (род. 1940)
193. Лебедева, Ирина Владимировна (род. 1956)
194. Левенталь, Валерий Яковлевич (1938—2015)
195. Леднев, Валерий Александрович (род. 1940)
196. Леняшина, Наталия Михайловна (род. 1940)
197. Леонов, Олег Александрович (род. 1959)
198. Лидов, Алексей Михайлович (1959—2025)
199. Ломова, Наталия Фёдоровна (род. 1963)
200. Лошаков, Олег Николаевич (род. 1936)
201. Лубенников, Иван Леонидович (1951—2021)
202. Лутфуллин, Ахмат Фаткуллович (1928—2007)
203. Любавин, Анатолий Александрович (род. 1956)
204. Любавина, Нина Ивановна (род. 1956)
205. Любецкий, Вадим Александрович (род. 1982)
206. Магомедов, Курбанали Магомедович (род. 1953)
207. Майоров, Александр Ильич (род. 1958)
208. Майорова, Лариса Юрьевна (род. 1959)
209. Максимов, Евгений Николаевич (род. 1948)
210. Малолетков, Валерий Александрович (род. 1945)
211. Мамошин, Михаил Александрович (род. 1960)
212. Мардахиашвили, Зураб Давидович (род. 1962)
213. Машанов, Андрей Николаевич (род. 1959)
214. Машков, Игорь Геннадьевич (род. 1967)
215. Мелашвили, Нино Зурабовна (род. 1985)
216. Мерзликина, Юлия Николаевна (род. 1970)
217. Мессерер, Борис Асафович (род. 1933)
218. Месхи, Бесарион Чохоевич (род. 1959)
219. Мечев, Мюд Мариевич (1929—2018)
220. Мильченко, Сергей Григорьевич (род. 1962)
221. Миндлин, Михаил Борисович (род. 1956)
222. Мирианашвили, Александр Гурамович (род. 1959)
223. Миронов, Александр Михайлович (род. 1954)
224. Михайловский, Семён Ильич (род. 1961)
225. Мичри, Александр Ильич (1934—2021)
226. Молчанов, Олег Иванович (род. 1966)
227. Морозов, Александр Ильич (1941—2010)
228. Мочалов, Владимир Георгиевич (род. 1948)
229. Мудров, Алексей Юрьевич (род. 1986)
230. Муравьёв, Александр Михайлович (род. 1948)
231. Мурадова, Изабелла Вартановна (род. 1947)
232. Мурадова, Наталья Владимировна (род. 1946)
233. Мурадян, Размик Хачикович (род. 1938)
234. Муратов, Владимир Сергеевич (1929—2005)
235. Мусаев, Абдулзагир Бозгитович (род. 1951)
236. Мухин, Николай Александрович (род. 1955)
237. Мухина, Надежда Николаевна (род. 1977)
238. Мызников, Геннадий Сергеевич (1933—2018)
239. Мыльникова, Вера Андреевна (род. 1950)
240. Назаренко, Татьяна Григорьевна (род. 1944)
241. Намдаков, Даши Бальжанович (род. 1967)
242. Намеровский, Геннадий Васильевич (род. 1942)
243. Некрасова, Мария Александровна (1928—2025)
244. Неменский, Борис Михайлович (род. 1922)
245. Непомнящий, Борис Львович (род. 1945)
246. Нестеренко, Василий Игоревич (род. 1967)
247. Нестерова, Наталья Игоревна (1944—2022)
248. Нижарадзе, Семён Георгиевич (1947—2020)
249. Никиреев, Станислав Михайлович (1932—2007)
250. Никогосян, Николай Багратович (1918—2018)
251. Никонов, Павел Фёдорович (род. 1930)
252. Новиков, Игорь Алексеевич (род. 1961)
253. Ногаев, Харитон Константинович (род. 1960)
254. Оболенский, Андрей Николаевич (род. 1957)
255. Обросов, Игорь Павлович (1930—2010)
256. Огурцов, Олег Фёдорович (1933—2022)
257. Окиташвили, Важа Шотаевич (род. 1952)
258. Олешня, Сергей Николаевич (род. 1955)
259. Омбыш-Кузнецов, Михаил Сергеевич (род. 1947)
260. Орехов, Юрий Григорьевич (1927—2001)
261. Орлов, Юрий Александрович (род. 1957)
262. Оссовский, Пётр Павлович (1925—2015)
263. Оссовский, Сергей Петрович (род. 1958)
264. Очирова, Александра Васильевна (род. 1949)
265. Паршин, Сергей Николаевич (род. 1964)
266. Пасхина, Елена Васильевна (род. 1949)
267. Паштов, Герман Суфадинович (род. 1941)
268. Переяславец, Владимир Иванович (1918—2018)
269. Переяславец, Мария Владимировна (род. 1964)
270. Переяславец, Михаил Владимирович (1949—2020)
271. Песиков, Владимир Симонович (род. 1939)
272. Петров, Константин Витальевич (род. 1964)
273. Пиотровский, Михаил Борисович (род. 1944)
274. Платонов, Юрий Павлович (1929—2016)
275. Плёнкин, Борис Алексеевич (1930—2007)
276. Покровский, Александр Александрович (1957—2024)
277. Полетаев, Михаил Анатольевич (род. 1959)
278. Полиенко, Иван Алексеевич (род. 1950)
279. Пологова, Аделаида Германовна (1923—2008)
280. Пономарёв, Александр Евгеньевич (род. 1957)
281. Попов, Владимир Васильевич (1928—2020)
282. Попова, Манана Валентиновна (род. 1958)
283. Посохин, Михаил Михайлович (род. 1948)
284. Правоторов, Геннадий Иванович (род. 1941)
285. Присекин, Сергей Николаевич (1958—2015)
286. Путнин, Олег Юрьевич (род. 1974)
287. Пчельников, Игорь Владимирович (1931—2021)
288. Разгулин, Виктор Николаевич (род. 1948)
289. Ревзина, Юлия Евгеньевна (род. 1966)
290. Репин, Сергей Николаевич (род. 1948)
291. Ржевская, Елена Александровна (род. 1971)
292. Ржевский, Валерий Николаевич (род. 1951)
293. Рогов, Андрей Львович (род. 1976)
294. Родионов, Валентин Алексеевич (род. 1937)
295. Рожин, Александр Иванович (род. 1946)
296. Рожников, Александр Александрович (род. 1960)
297. Романова, Елена Олеговна (род. 1962)
298. Ромашко, Евгений Викторович (род. 1962)
299. Ротко, Николай Алексеевич (1944—2021)
300. Рукавишников, Александр Иулианович (род. 1950)
301. Рукавишников, Иулиан Митрофанович (1922—2000)
302. Рукавишников, Филипп Александрович (род. 1974)
303. Русанов, Виктор Николаевич (1950—2024)
304. Рыбаков, Николай Иосифович (род. 1947)
305. Рыбакова, Ирина Владимировна (род. 1962)
306. Рындина, Анна Вадимовна (1937—2023)
307. Савельев, Юрий Ростиславович (род. 1959)
308. Савельева, Любовь Ивановна (род. 1940)
309. Савкуев, Хамид Владимирович (род. 1964)
310. Савостюк, Олег Михайлович (1927—2021)
311. Сажин, Тимур Петрович (1943—2024)
312. Салахова, Айдан Таировна (род. 1963)
313. Самсонов, Марат Иванович (1925—2013)
314. Санджиев, Дмитрий Никитич (1949—2025)
315. Сафронов, Никас Степанович (род. 1956)
316. Свешников, Валентин Дмитриевич (1947—2022)
317. Свиблова, Ольга Львовна (род. 1953)
318. Сезева, Наталья Ивановна (род. 1957)
319. Семёнова, Виктория Викторовна (род. 1970)
320. Сергин, Валериан Алексеевич (род. 1936)
321. Сеславинский, Михаил Вадимович (род. 1964)
322. Сидоров, Николай Павлович (род. 1960)
323. Синицына, Александра Николаевна (род. 1964)
324. Ситников, Александр Григорьевич (род. 1945)
325. Скляренко, Андрей Николаевич (род. 1963)
326. Скоробогатова, Татьяна Петровна (род. 1950)
327. Славина, Нина Павловна (1928—2000)
328. Слепышев, Анатолий Степанович (1932—2016)
329. Смирнов, Игорь Алексеевич (род. 1944)
330. Смирнова, Юлия Александровна (род. 1973)
331. Смоленков, Анатолий Петрович (род. 1954)
332. Соковнин, Владимир Борисович (род. 1955)
333. Соколов, Владимир Николаевич (род. 1940)
334. Соколова, Анастасия Владимировна (род. 1967)
335. Соколова, Татьяна Михайловна (1930—2010)
336. Соломин, Николай Николаевич (род. 1940)
337. Сорокин, Иван Васильевич (1922—2004)
338. Соскиев, Владимир Борисович (род. 1941)
339. Старженецкая, Ирина Александровна (род. 1943)
340. Стекольщиков, Антон Вячеславович (род. 1967)
341. Стекольщиков, Вячеслав Константинович (род. 1938)
342. Степанов, Геннадий Викторович (род. 1944)
343. Страхов, Валерий Николаевич (род. 1950)
344. Стронский, Пётр Тимофеевич (род. 1959)
345. Ступин, Сергей Сергеевич (род. 1983)
346. Суворов, Александр Борисович (род. 1947)
347. Сургуладзе, Кахабер Ильич (род. 1969)
348. Суровцев, Владимир Александрович (род. 1951)
349. Суховецкий, Алексей Николаевич (род. 1953)
350. Сысоев, Владимир Петрович (род. 1944)
351. Сытов, Александр Капитонович (род. 1957)
352. Талащук, Алексей Юрьевич (род. 1944)
353. Тантлевский, Александр Семёнович (1930—2025)
354. Таратынов, Александр Михайлович (род. 1956)
355. Теплов, Валентин Павлович (род. 1952)
356. Теслик, Александр Иванович (род. 1950)
357. Тихомирова, Мария Леонидовна (род. 1962)
358. Тихонова, Ольга Викторовна (род. 1974)
359. Ткаченко, Сергей Борисович (1953—2023)
360. Тоидзе, Нателла Георгиевна (род. 1950)
361. Толстиков, Александр Генрихович (род. 1957)
362. Толстой, Андрей Владимирович (1956—2016)
363. Толстой, Владимир Павлович (1923—2016)
364. Трибельская, Екатерина Георгиевна (род. 1954)
365. Трошин, Александр Алексеевич (род. 1960)
366. Тугаринов, Дмитрий Никитович (род. 1955)
367. Тураев, Павел Николаевич (род. 1955)
368. Турчин, Валерий Стефанович (1941—2015)
369. Тутунов, Андрей Андреевич (1928—2022)
370. Тыртышников, Андрей Владимирович (род. 1980)
371. Умарсултанов, Вахит Османович (род. 1950)
372. Успенский, Борис Александрович (1927—2005)
373. Устинов, Юрий Семёнович (род. 1954)
374. Учаев, Анатолий Васильевич (род. 1939)
375. Ушаев, Григорий Саулович (1922—2020)
376. Ушакова, Лариса Георгиевна (1960—2020)
377. Фаткулин, Масут Махмудович (род. 1949)
378. Федотова, Елена Дмитриевна (род. 1947)
379. Фёдоров, Александр Ревельевич (род. 1950)
380. Фёдоров, Борис Владимирович (1948—2014)
381. Фёдоров, Ревель Фёдорович (1929—2022)
382. Фёдорова, Мария Владиславовна (род. 1952)
383. Финогенова, Млада Константиновна (род. 1941)
384. Флорковская, Анна Константиновна (род. 1965)
385. Фокин, Александр Иванович (род. 1958)
386. Фомин, Никита Петрович (род. 1949)
387. Франгулян, Георгий Вартанович (род. 1945)
388. Хабарова,  Маргарита Валериановна (род. 1941)
389. Хазин, Андрей Леонидович (род. 1969)
390. Халиков, Фиринат Гаптухаевич (род. 1957)
391. Харлов, Виктор Георгиевич (род. 1949)
392. Хромов, Олег Ростиславович (род. 1962)
393. Худяков, Константин Васильевич (род. 1945)
394. Худякова,  Александра Константиновна (род. 1970)
395. Церетели, Василий Зурабович (род. 1978)
396. Церетели, Елена Зурабовна (род. 1959)
397. Церетели-Махарадзе, Зураб Ревазович (род. 1987)
398. Цигаль, Александр Владимирович (род. 1948)
399. Цигаль, Виктор Ефимович (1916—2005)
400. Цикулина, Надежда Леонидовна (род. 1950)
401. Цримов, Руслан Наурбиевич (род. 1952)
402. Цузмер, Ревекка Моисеевна (1918—2009)
403. Чаркин, Альберт Серафимович (1937—2017)
404. Чаусов, Василий Александрович (род. 1951)
405. Чегодаева, Мария Андреевна (1931—2016)
406. Чербаджи, Дмитрий Афанасьевич (род. 1949)
407. Чернов, Юрий Львович (1935—2009)
408. Чернорицкий, Валерий Анатольевич (род. 1961)
409. Чувин, Александр Валентинович (род. 1952)
410. Шагулашвили, Серги Нугзарович (род. 1970)
411. Шахмарданов, Шариф Шахмарданович (род. 1947)
412. Шаховской, Дмитрий Михайлович (1928—2016)
413. Швидковский, Дмитрий Олегович (род. 1959)
414. Шенгелия, Александр Леванович (род. 1948)
415. Шенхоров, Чингиз Бадмаевич (род. 1948)
416. Шепелев, Лев Викторович (1937—2013)
417. Шепелева, Наталия Геронтиевна (род. 1946)
418. Шилов, Александр Александрович (род. 1974)
419. Шилов, Александр Максович (род. 1943)
420. Шилов, Виктор Викторович (род. 1964)
421. Ширшова, Любовь Васильевна (род. 1952)
422. Шихирева, Татьяна Сергеевна (род. 1949)
423. Шишин, Михаил Юрьевич (род. 1956)
424. Шишков, Юрий Алексеевич (1940—2020)
425. Шмакова, Алла Алексеевна (род. 1944)
426. Шмаринов, Алексей Дементьевич (1933—2023)
427. Шмаринов, Сергей Алексеевич (род. 1958)
428. Шумаков, Николай Иванович (род. 1954)
429. Шушканова, Людмила Николаевна (1926—2008)
430. Щанкин, Иван Петрович (род. 1963)
431. Щербаков, Андрей Александрович (род. 1965)
432. Щербаков, Салават Александрович (род. 1955)
433. Юдашкин, Валентин Абрамович (1963—2023)
434. Якимович, Александр Клавдианович (род. 1947)
435. Якупов, Александр Николаевич (род. 1951)
436. Якупов, Харис Абдрахманович (1919—2010)
437. Ястребенецкий, Александр Григорьевич (род. 1956)
438. Ястребенецкий, Григорий Данилович (1923—2022)
439. Яушев, Рустам Исмаилович (1937—2017)
440. Яхонт, Олег Васильевич (род. 1941)